# Pax (schip, 1953)
Het varend monument Pax is in 1953 gebouwd als dienstvaartuig van de Koninklijke Landmacht en voer daarvoor tussen Den Helder en de kazerne op Texel. Daarna ging het in 1956 varen voor de mijnendienst van de Koninklijke Marine. Het werd in 1987 verbouwd tot logementschip voor duikers van de Koninklijke Marine bij Rijkswerf te Den Helder.
De Pax werd in 1998 geschonken aan het Zeekadetkorps Nederland, dat het in 1999 in bruikleen gaf aan het ZKK Willem Ruys in Arnhem. Het schip heeft een eigen plek naast een ponton bij de camping Oosterbeeks Rijnoever in Oosterbeek.

## Incident
Omdat het waterpeil in de Neder-Rijn begon te zakken, werd de Pax vlak voor het zomerkamp van 2017 naar de Arnhemse Rijnkade gebracht. Daar stroomden door een kapotte terugslagklep in de tank van de wc’s, die onder de waterlijn stonden, honderden liters water de Pax binnen. De schade was zo groot dat de hele binnenkant van het schip gestript moest worden. De sleepboot Liberté bracht de Pax naar scheepswerf Misti. Er is door de bemanning en veel hulp hard gewerkt om het schip weer bruikbaar te maken.
Met de installatie van een flink aantal zonnepanelen op het dak van het naastliggende ponton kan de verwarming permanent aan blijven zonder dat daar een brander bij nodig is. 

## Foto's

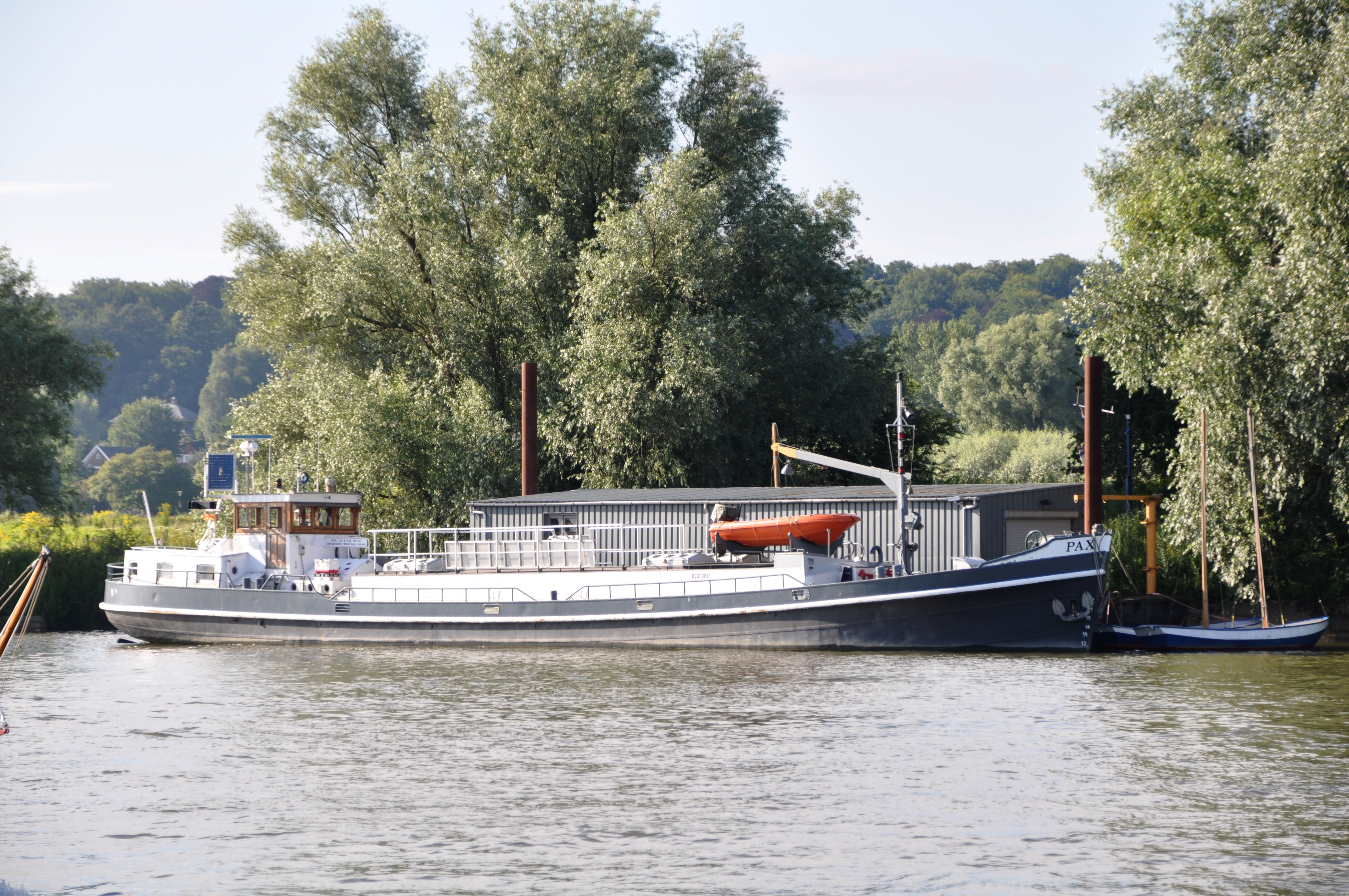
Voor de wal in Oosterbeek in 2012
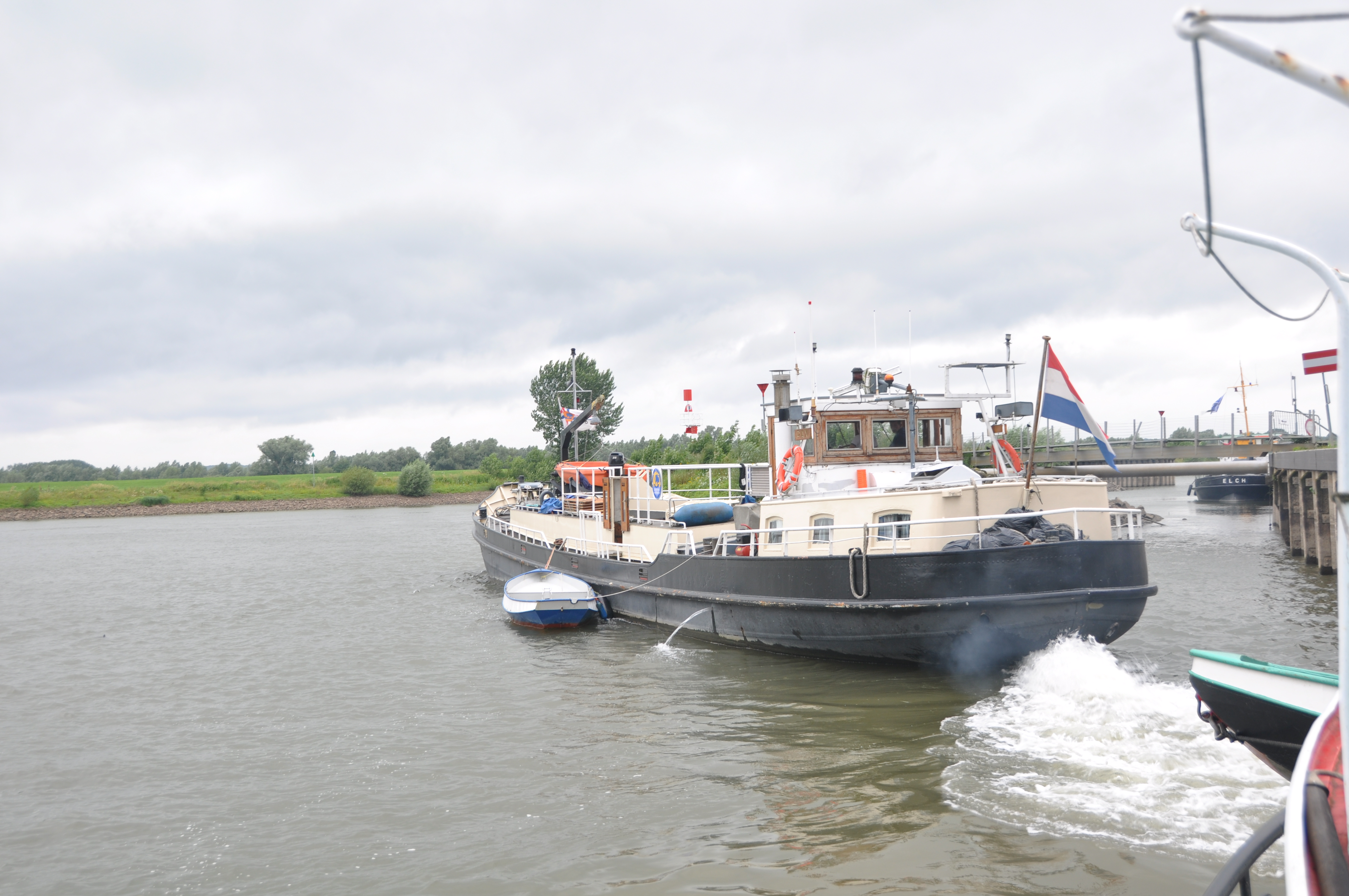
Bij vertrek uit Doesburg in 2015